# Trabeops
Trabeops aurantiacus es una especie de araña araneomorfa de la familia Lycosidae. Es el único miembro del género monotípico Trabeops. Es originaria de Tasmania en Norteamérica.